# Isola del Gran Sasso d'Italia
Isola del Gran Sasso d'Italia est une commune de la province de Teramo, dans les Abruzzes, en Italie.

## Histoire
C'est dans le couvent passioniste de la ville que mourut, en 1862, saint Gabriel de l'Addolorata. Une première église fut construite en 1908 puis une seconde plus grande en 1970. Le sanctuaire Saint Gabriel dell'Addolorata accueille plus de 2 millions de pèlerins chaque année.
Saint Bernard Valeara de Teramo nait dans la famille da Pagliara, une famille noble d'Italie, dont le château porte le nom, près de la ville.

## Culture
Le sanctuaire Saint Gabriel dell'Addolorata, est visité chaque année par 2 millions de pèlerins.
Saint Gabriel de l'Addolorata (1838-1862) est mort à Isola del Gran Sasso.

## Dans la fiction
Le roman de Thomas Heams-Ogus, Cent seize Chinois et quelques (Le Seuil, 2010) a pour théâtre la commune, en s'appuyant sur le fait historique de l'internement de la communauté chinoise italienne y ayant pris place sous le régime mussolinien.

## Administration
| Période                                  | Période  | Identité               | Étiquette       | Qualité |
| ---------------------------------------- | -------- | ---------------------- | --------------- | ------- |
| 30 mai 2006                              | En cours | Fioravante Di Giacinto | Centro-Sinistra |         |
| Les données manquantes sont à compléter. |          |                        |                 |         |

### Hameaux
Capsano, Casale San Nicola, Cerchiara, Ceriseto, Cesa di Francia, Colliberti, Fano a Corno, Forca di Valle, Pretara, San Gabriele dell'Addolorata, San Massimo, San Pietro, Trignano,Varano.

### Communes limitrophes
Calascio (AQ), Carapelle Calvisio (AQ), Castel Castagna, Castelli, Castelvecchio Calvisio (AQ), Colledara, Fano Adriano, L'Aquila (AQ), Pietracamela, Santo Stefano di Sessanio (AQ), Tossicia.
Géographie
Située dans une vallée, aux pieds du Gran Sasso. Le territoire de Isola del Gran Sasso fait partie du Parc National du Gran Sasso e Monti della Laga, on peut ainsi y admirer diverses espèces comme le loup, le chamois des Abruzzes, le cerf commun rouge, l'aigle royal, le hibou royal, l'écureuil, le sanglier, la pie voleuse et bien d'autres animaux.
Les couleurs des paysages naturels d'Isola del Gran Sasso sont très vivaces.
Le passage des bergers avec leurs troupeaux de brebis fait partie du tableau déjà pittoresque de cette localité.